# Osorno (vulkán)
Az Osorno egy aktív tűzhányó Chilében. Mapudungun nyelvű neve Hueñauca, ennek jelentése „veszély a magasban”.

## Leírás
Az Osorno Chile középpontjától délre, Puerto Varas városától 47 km-re északkeletre, az Andok déli vulkáni zónájában található. A közeli La Picadával, a Puntiagudóval és a Cordón Cenizosszal együtt egy délnyugat–északkeleti irányú vulkáni vonulatot alkot. Közigazgatásilag Los Lagos régióhoz tartozik, Osorno és Llanquihue tartományok határán emelkedik. Az egyik legközelebbi település a mindössze 11 km-re található Las Cascadas. Az Osornótól nyugatra terül el az ország második legnagyobb tava, a Llanquihue-tó, tőle keletre a kisebb Mindenszentek-tó. Magassága 1859–1861 méter, alapterülete 180 km², becsült térfogata 134 km³. Típusát tekintve rétegvulkán, fő építőanyaga a bazalt és az andezit. Csúcsát jégtakaró borítja, amelynek mérete az utóbbi időkben lecsökkent ugyan, de még mindig jelentős víztartalékai vannak. Ez magában rejti az iszapárak kialakulásának veszélyét is. Északnyugati és dél–délkeleti oldalán két kisebb dácitos lávadóm található.

## Története, kitörései
A tűzhányó története mintegy 200 000 évvel ezelőtt, a középső pleisztocénben kezdődött, amikor a vidéket uraló jégmezőn egy hatalmas rétegvulkán alakult ki. Ez az úgynevezett Santa María eljegesedés-korszak végére igencsak lepusztult, és ennek maradványain jött létre a mai Osorno. Ebben az időszakban valószínűleg központi kúpját nem borította jég, de a lábainál még mindig gleccserek húzódtak. A vulkán fejlődése a felső pleisztocénben, többek között a Llanquihue-glaciális idején is folytatódott, ám egyúttal a gleccserek erodálták is. A jégkorszak utáni aktivitását mind a fő kráter, mind kisebb parazitakráterek kitörései jellemezték.
Szénizotópos kormeghatározás segítségével 75–100 éves pontossággal több régi kitörésének időpontját is meghatározták a tudósok, így tudjuk, hogy i. e. 1710 körül, i. e. 210 körül, valamint i. sz. 420, 910, 1220 és 1310 táján is kitört. A spanyol hódítás után keletkezett történelmi megfigyelések szerint szintén kitörései voltak 1575-ben, 1640-ben, 1644-ben, 1719-ben, 1765 körül, 1790–1791-ben, 1834–1835-ben, 1837-ben, 1851-ben, 1855-ben és 1869-ben.
A 19. század végén még látható volt főkráterének belseje is, ahol gyenge fumarolaaktivitást írtak le az akkori beszámolók.

## Képek

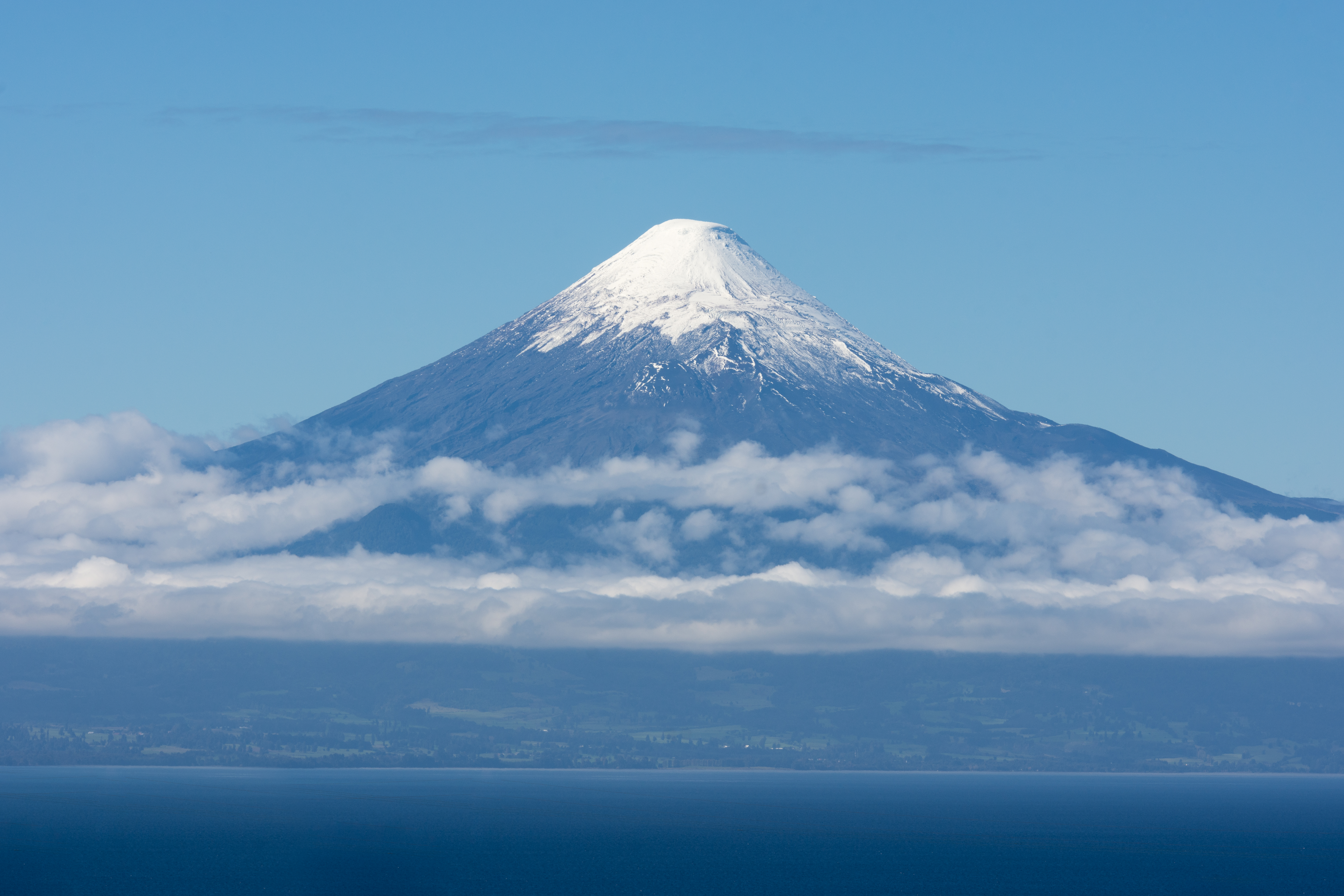
Az Osorno
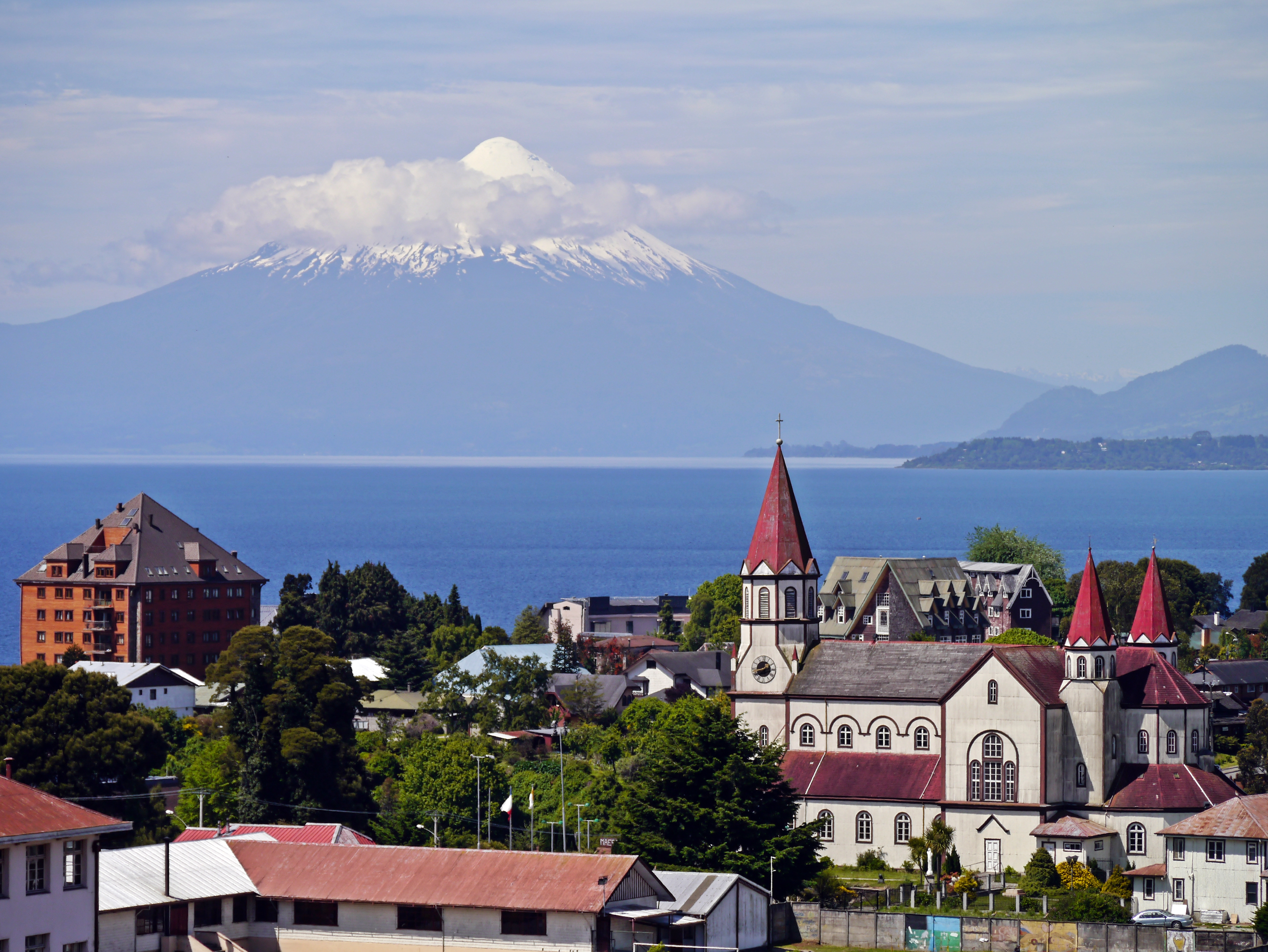
Puerto Varas és az Osorno
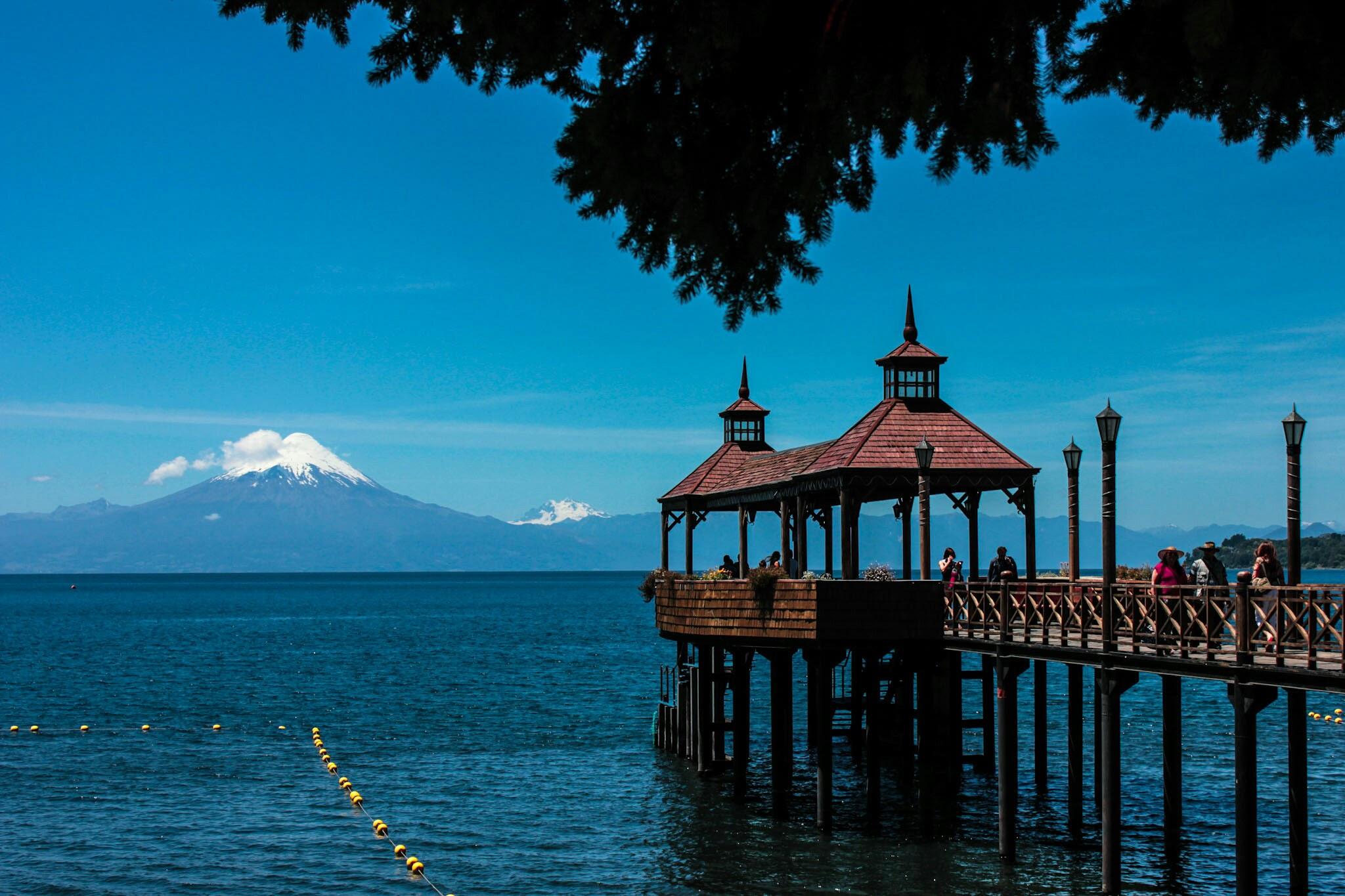
Előtérben a Llanquihue-tóval
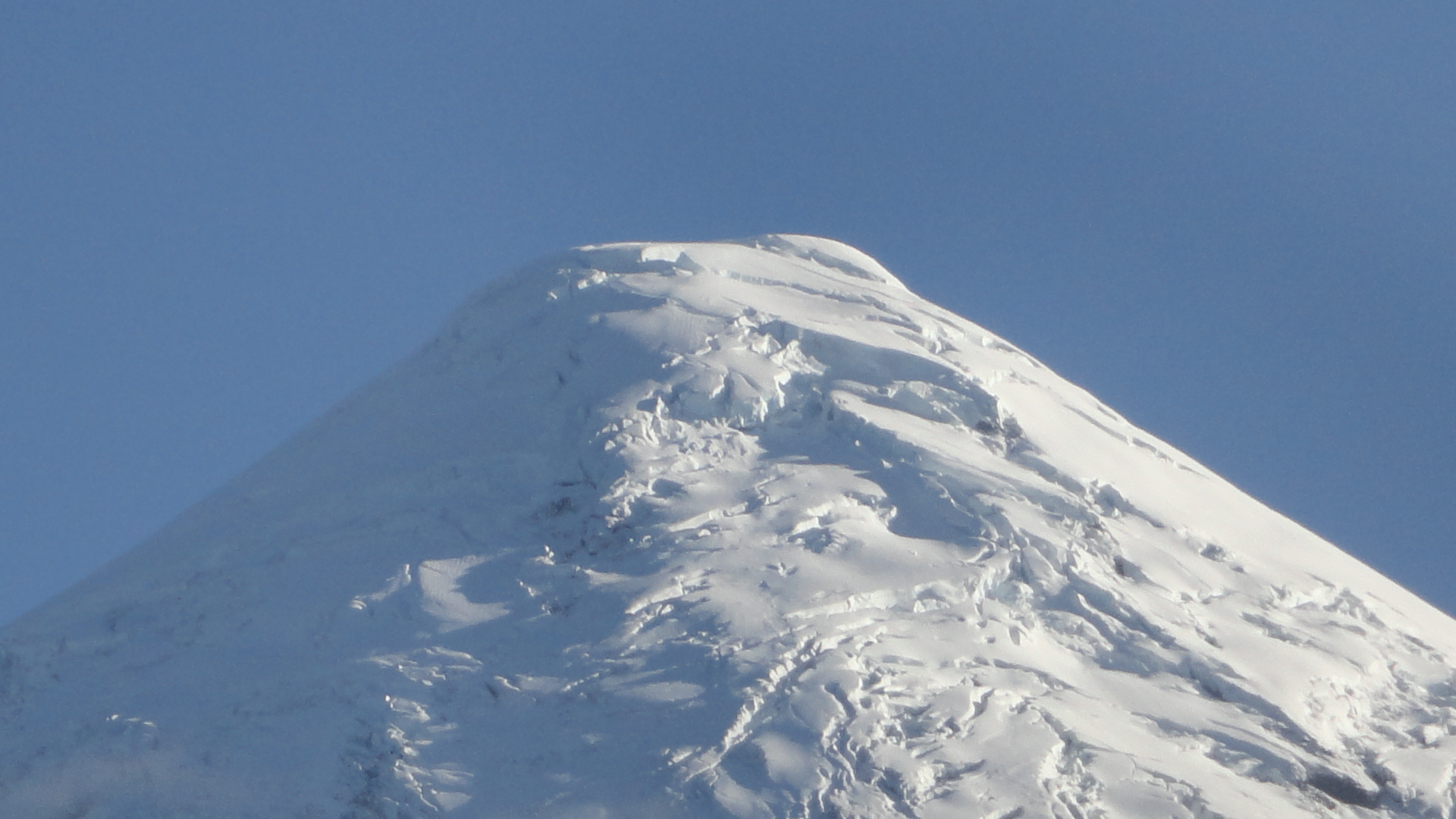
A csúcs